# Corella (Navarra)

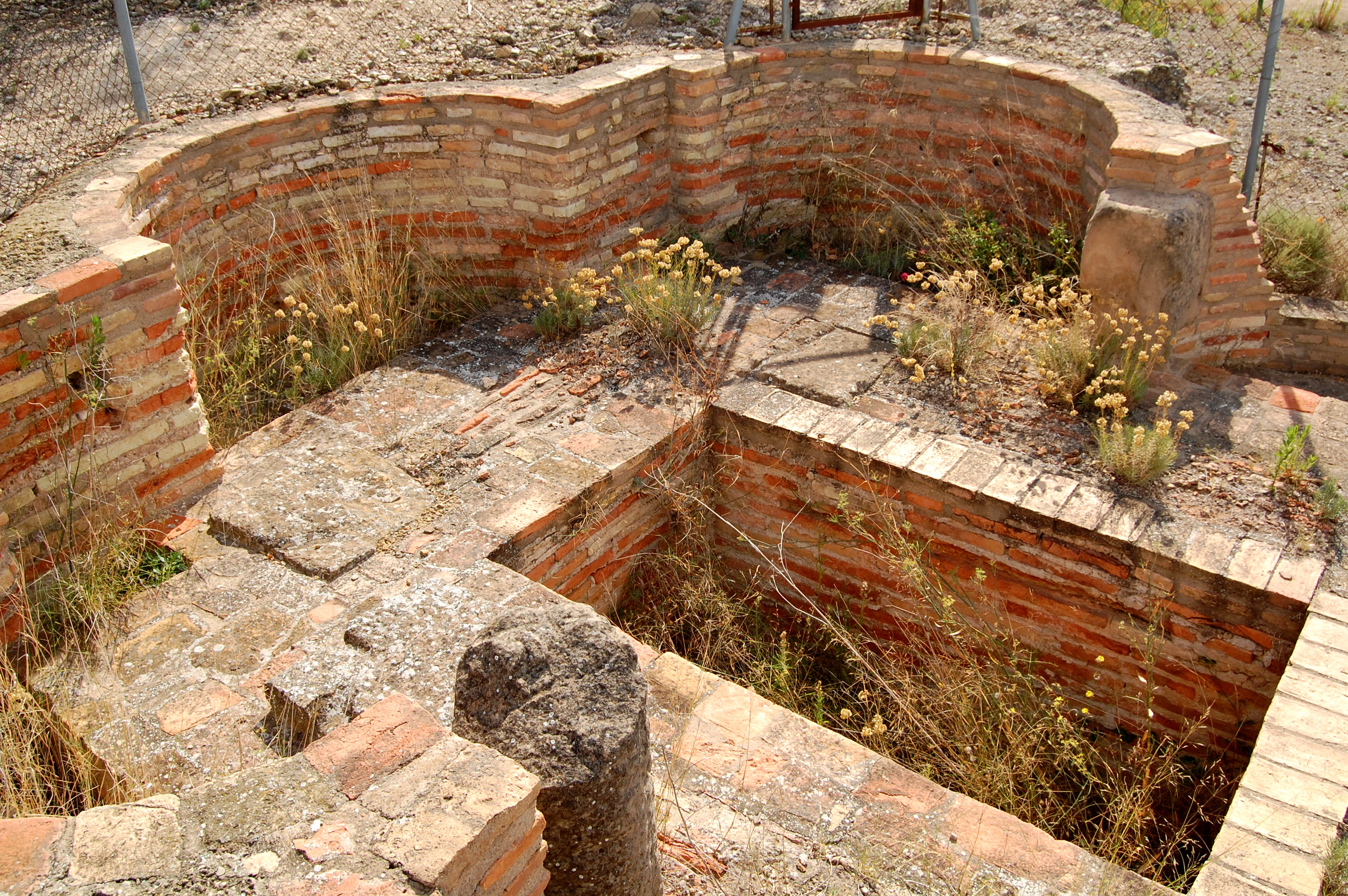
Corella – Mausoleo de la Torrecilla

Corella ist eine Kleinstadt und eine Gemeinde (municipio) mit 8.712 Einwohnern (Stand: 2024) im äußersten Südwesten der  autonomen Gemeinschaft Navarra in Spanien.

## Lage und Klima
Der Ort Corella liegt am Ostufer des Río Alhama ca. 18 km (Fahrtstrecke) nordwestlich der Stadt Tudela in einer Höhe von ca. 370 m. Das Klima ist gemäßigt bis warm; Regen (ca. 525 mm/Jahr) fällt hauptsächlich im Winterhalbjahr.

## Bevölkerungsentwicklung
| Jahr      | 1857  | 1900  | 1950  | 2000  | 2018  |
| Einwohner | 5.026 | 6.793 | 5.445 | 6.820 | 7.707 |

Wegen der Landflucht infolge der Mechanisierung der Landwirtschaft, der Aufgabe bäuerlicher Kleinbetriebe und des insgesamt daraus resultierenden geringeren Arbeitskräftebedarfs auf dem Land ist die Einwohnerzahl der Kleinstadt seit Mitte des 19. Jahrhunderts deutlich angestiegen.

## Wirtschaft
Corella war und ist immer noch das Zentrum eines landwirtschaftlich geprägten Umlands. Etwa ein Drittel der Gemeindefläche wird agrarisch genutzt (Oliven, Wein, Spargel, Getreide etc.). In der zweiten Hälfte des 20. Jahrhunderts sind kleinere Industriebetriebe (Möbel, Konserven etc.) entstanden und auch der Dienstleistungssektor hat sich entwickelt.

## Geschichte
Kelten bzw. Keltiberer, Römer, Westgoten und selbst die Mauren haben – abgesehen von dem kleinen Bau des sogenannten Mausoleo de la Torrecilla – keine Spuren auf dem Gebiet der Gemeinde hinterlassen und selbst für das Mittelalter fehlen archäologische Quellen. Aus schriftlichen Quellen weiß man jedoch, das das Ebro-Tal im 10. und 11. Jahrhundert von den Mauren dominiert wurde, obwohl die Christen die Bevölkerungsmehrheit bildeten. Im Jahr 1119 eroberte Alfons I. von Aragón die Region und neun Jahre später machte er den Ort und die Burg von Corella einem seiner Getreuen zum Geschenk. Vom 12. bis 14. Jahrhundert war die Gegend zwischen den Königreichen Kastilien, Navarra und Aragón umstritten. Im Jahr 1417 erhielt Corella durch Karl III. von Navarra das Privileg zur Ausrichtung eines mehrtägigen jährlichen Septembermarktes (feria), welches im Jahr 1524 durch Karl V. nochmals bestätigt und sogar um zwei Tage verlängert wurde. Im 18. Jahrhundert erlebte der Ort seine wirtschaftliche und kulturelle Blütezeit.

## Sehenswürdigkeiten
Kirchen
- Die im ersten Viertel des 18. Jahrhunderts entstandene zweitürmige Iglesia de San Miguel ist dem Erzengel Michael geweiht. Das Innere der Kirche ist nur einschiffig, hat aber tiefräumige Seitenkapellen; es strahlt einen enormen Glanz aus, denn Gewölbe und andere Bauteile, insbesondere die Apsis mit ihrem üppigen spätbarocken Altarretabel (retablo), sind vergoldet und/oder bemalt. Die achtseitig durchfensterte Vierungskuppel ist von Engelsfiguren umstellt.
- Die Iglesia de Nuestra Señora del Rosario ist vor allem durch ihren gänzlich aus Ziegelsteinen erbauten Glockenturm (campanario) interessant, der von einem viereckigen Grundriss in achteckige Aufbauten überleitet und sowohl mudéjare (Rautenmotive, überschneidende Bögen) als auch barocke (Ecktürmchen) Stilelemente in sich vereinigt. Das dreischiffige Innere der Kirche präsentiert schon klassizistische Formen. Der Hauptaltar ist jedoch im spätbarocken Stil des Churriguerismus gestaltet.
- Die klassizistische Kirchenfassade des ehemaligen Benediktinerinnen-Konvents ist – mit Ausnahme zweier Stuckwappen und einer Figur des hl. Benedikt – zur Gänze aus Ziegelsteinen gebaut. In der Kirche befindet sich seit 1973 ein Museum für sakrale Kunst.[4]
- Zu erwähnen sind außerdem noch der Convento de Nuestra Señora del Carmen und der Convento de Nuestra Señora de Araceli.
- Die Ermita de Nuestra Señora del Villar zeigt eindeutige Mudéjarstil-Techniken und eine ebensolche Bauästhetik; lediglich die ganz aus Ziegelsteinen gestaltete klassizistische Fassade unterscheidet sich davon.

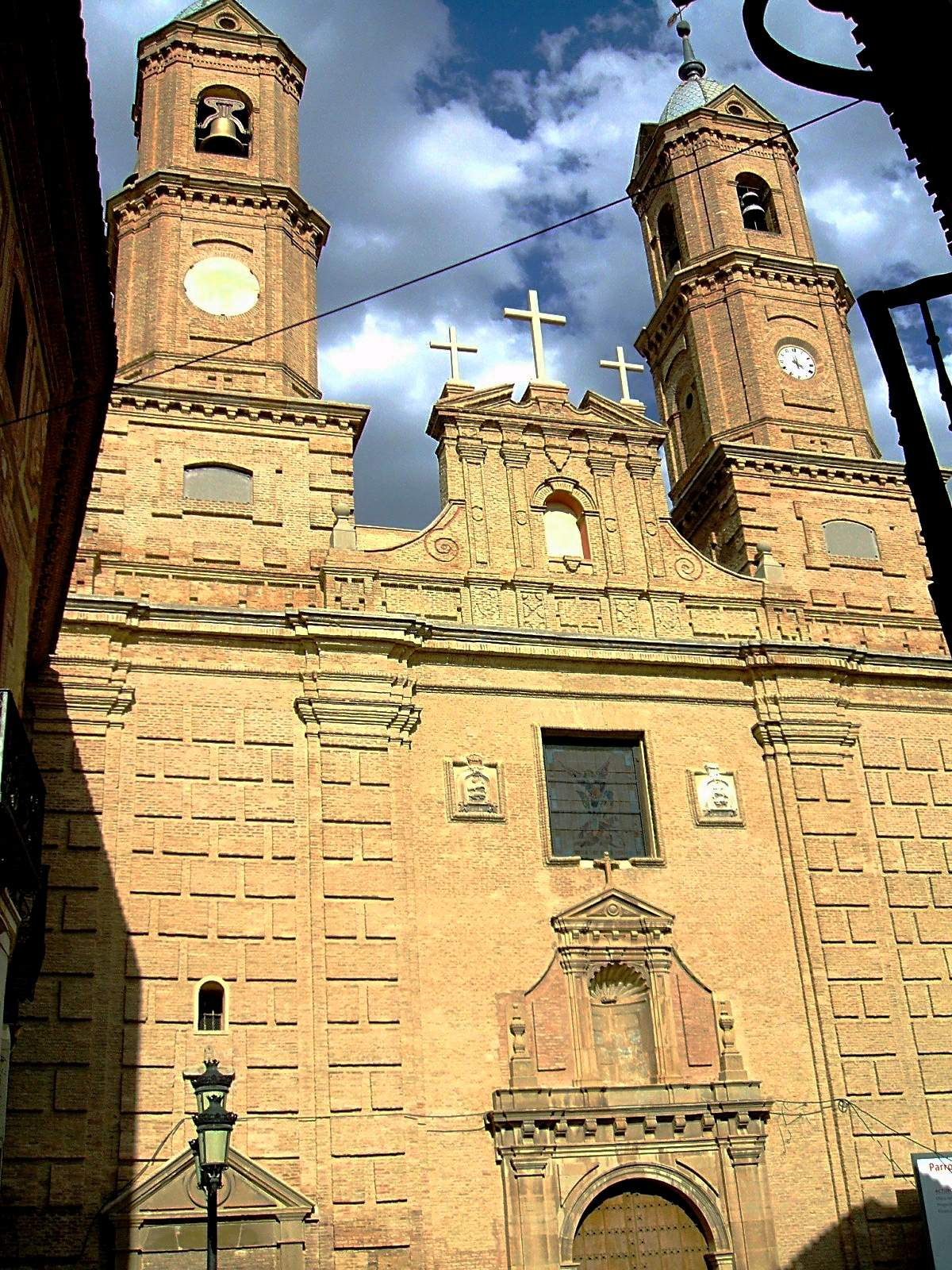
Fassade der Iglesia de San Miguel
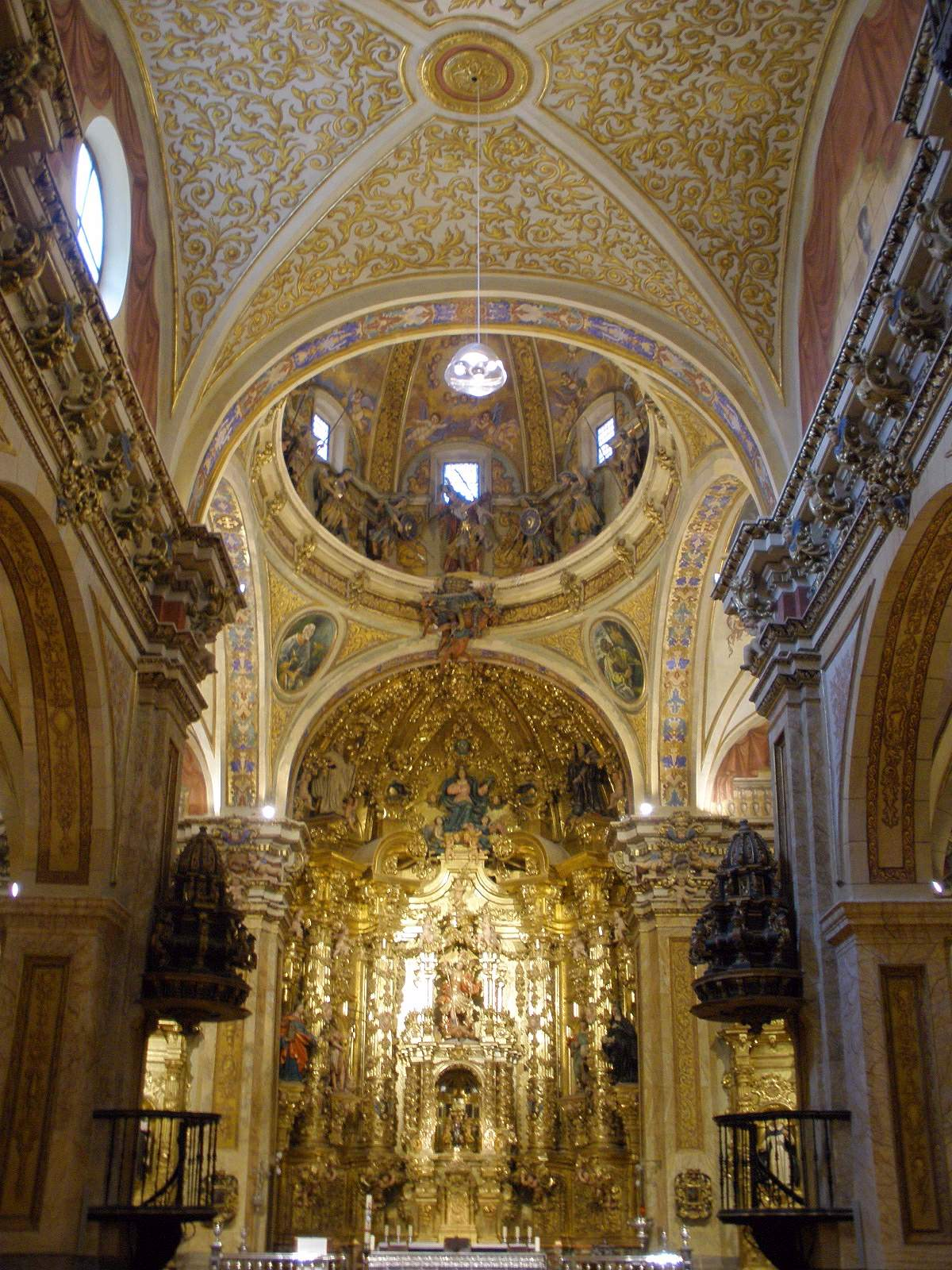
Inneres der Iglesia de San Miguel
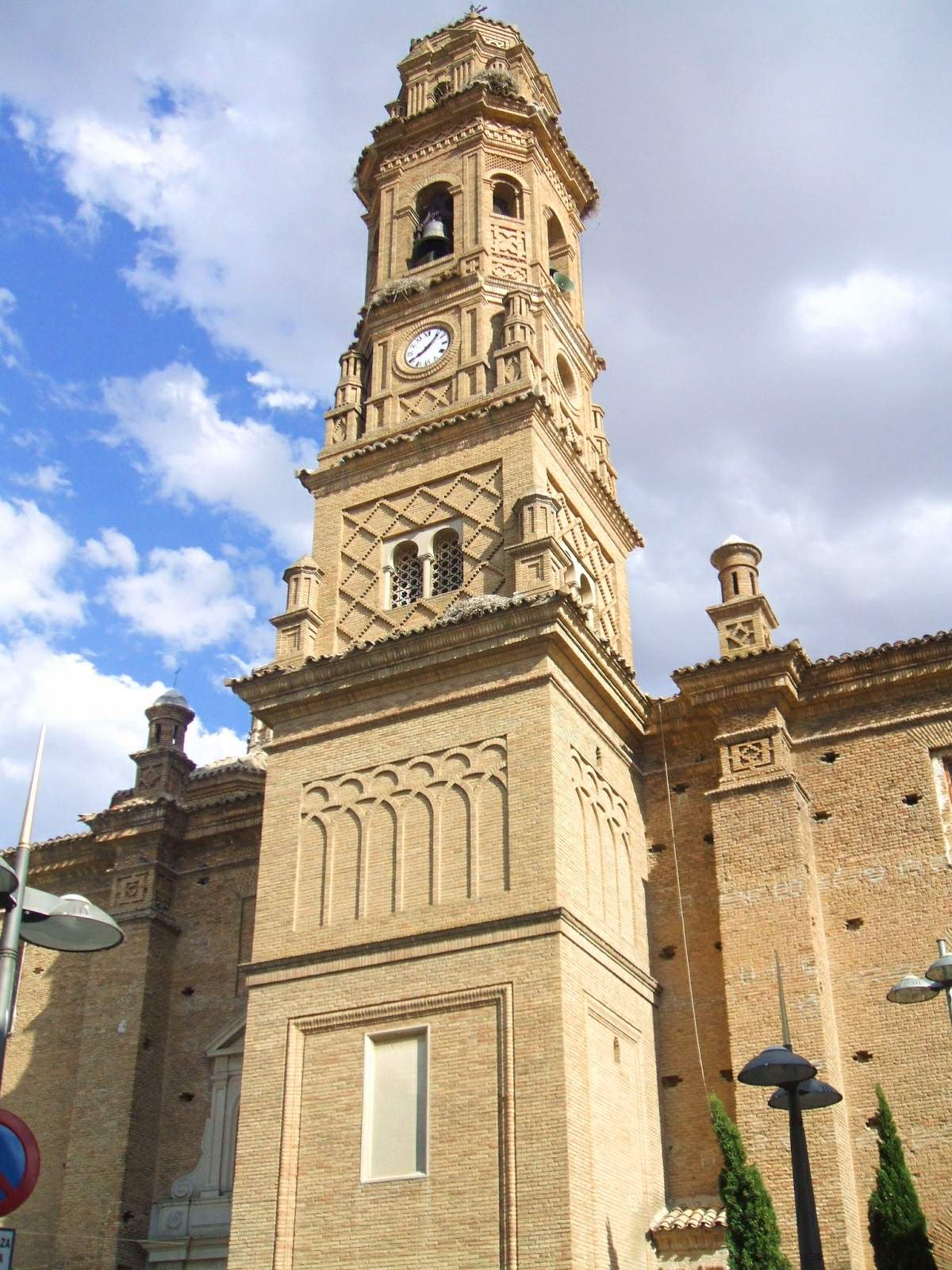
Glockenturm von N.S. del Rosario
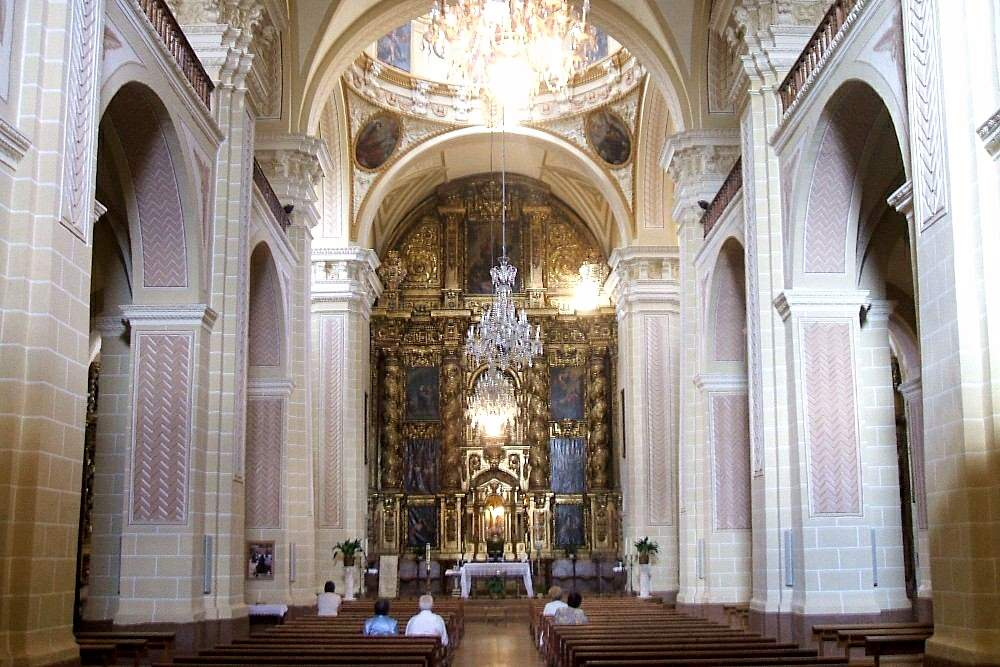
Inneres von N.S. del Rosario
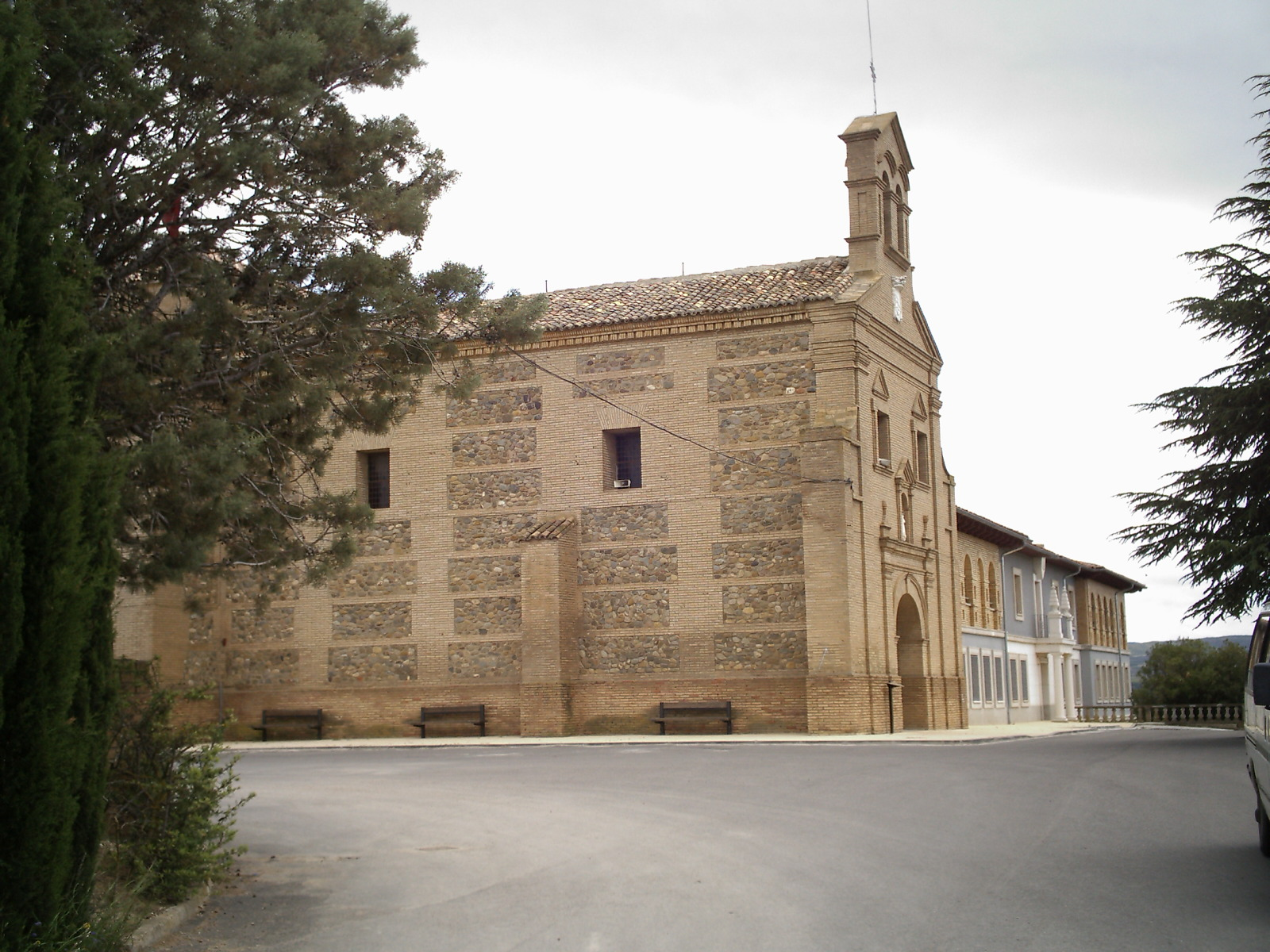
Ermita de Nuestra Señora del Villar
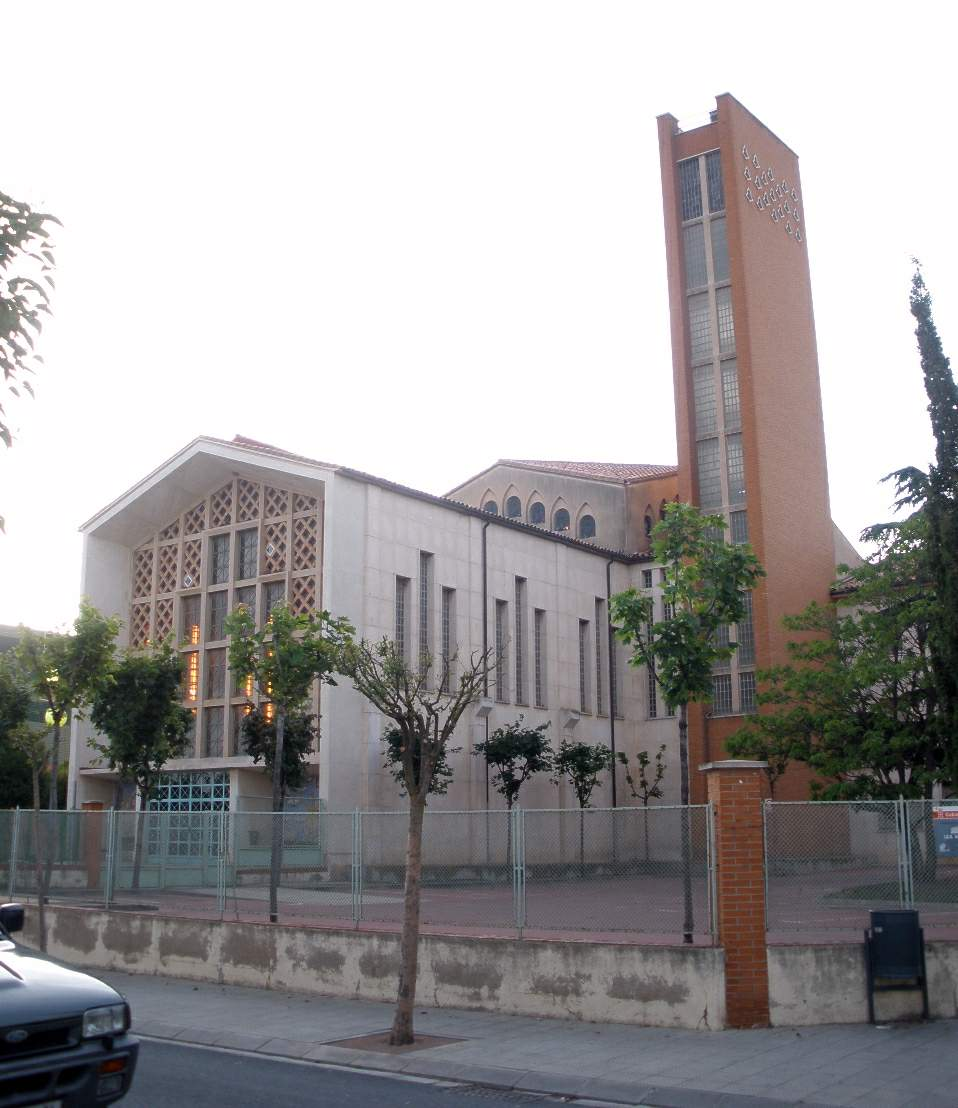
Kirchenneubau in Corella

Stadtpaläste
Corella verfügt über mehrere repräsentative Stadtpaläste aus dem 18. und 19. Jahrhundert.

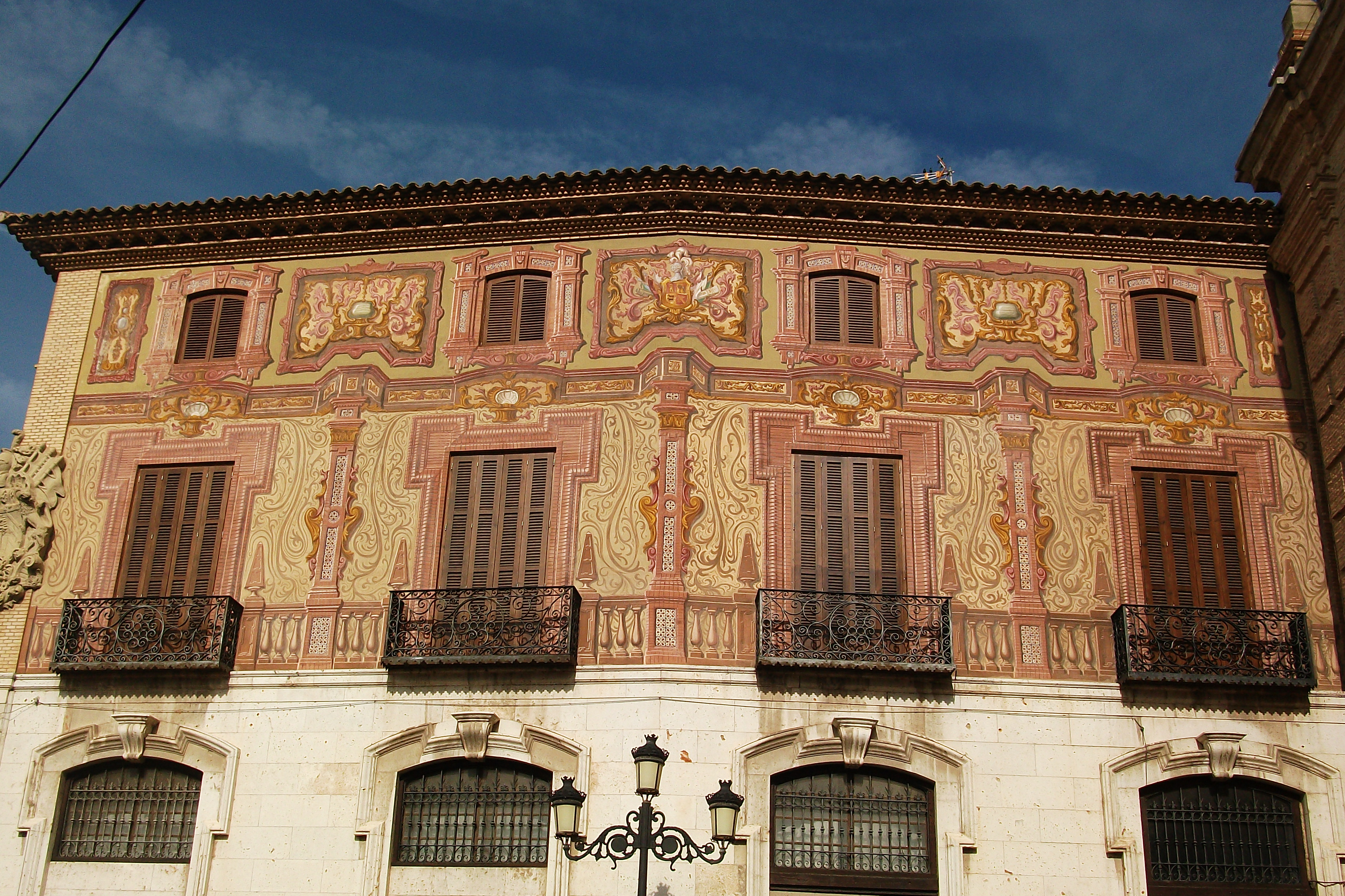
Casa Arrese
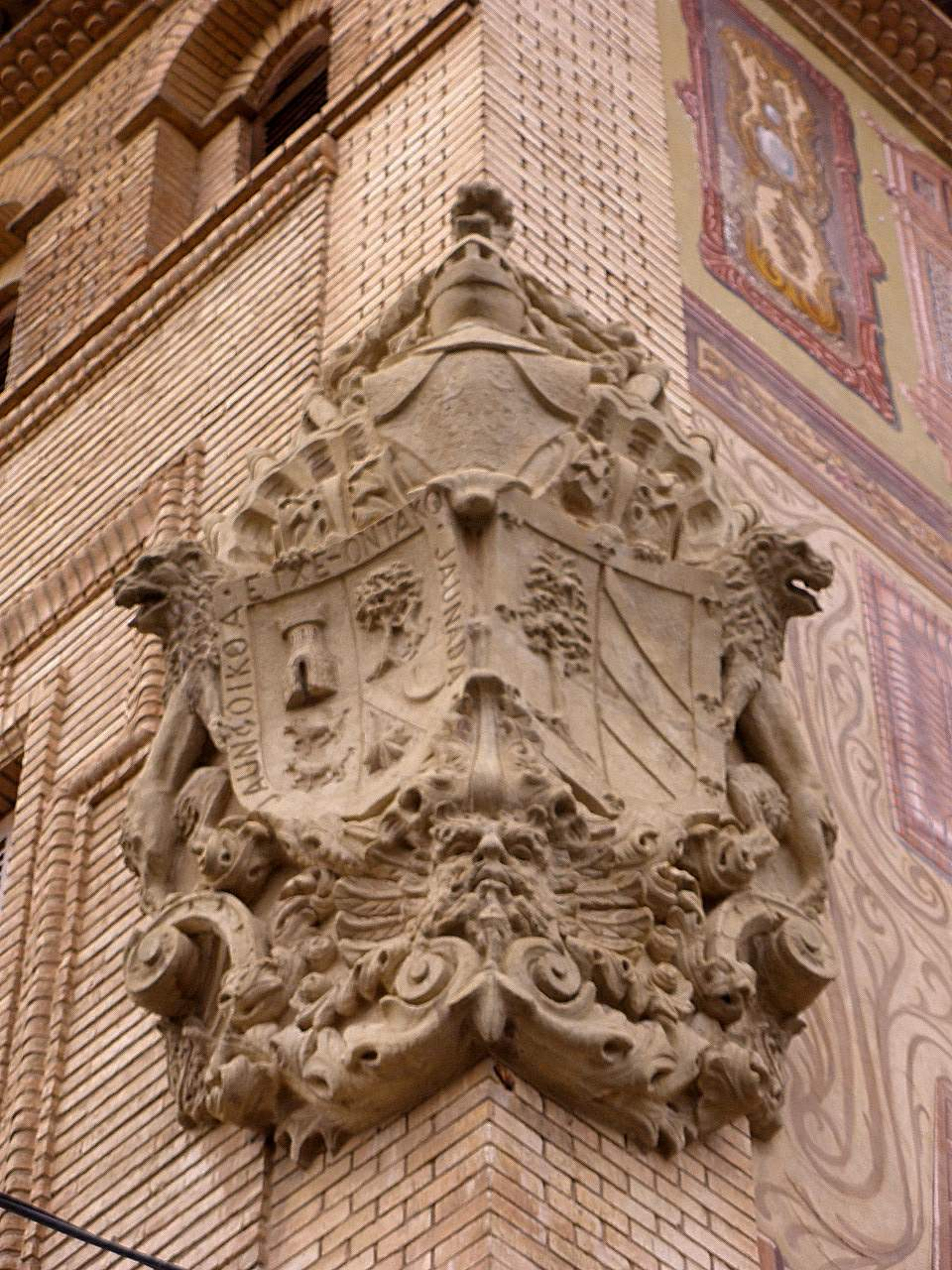
Casa Arrese – Eckwappen
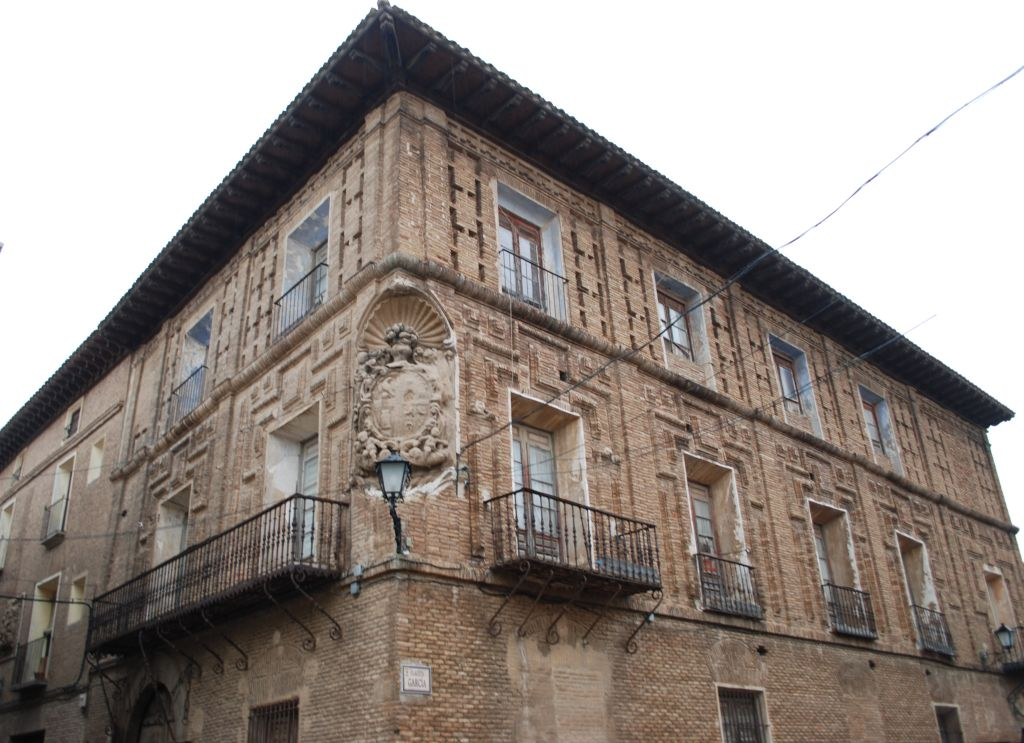
Casa de las Cadenas
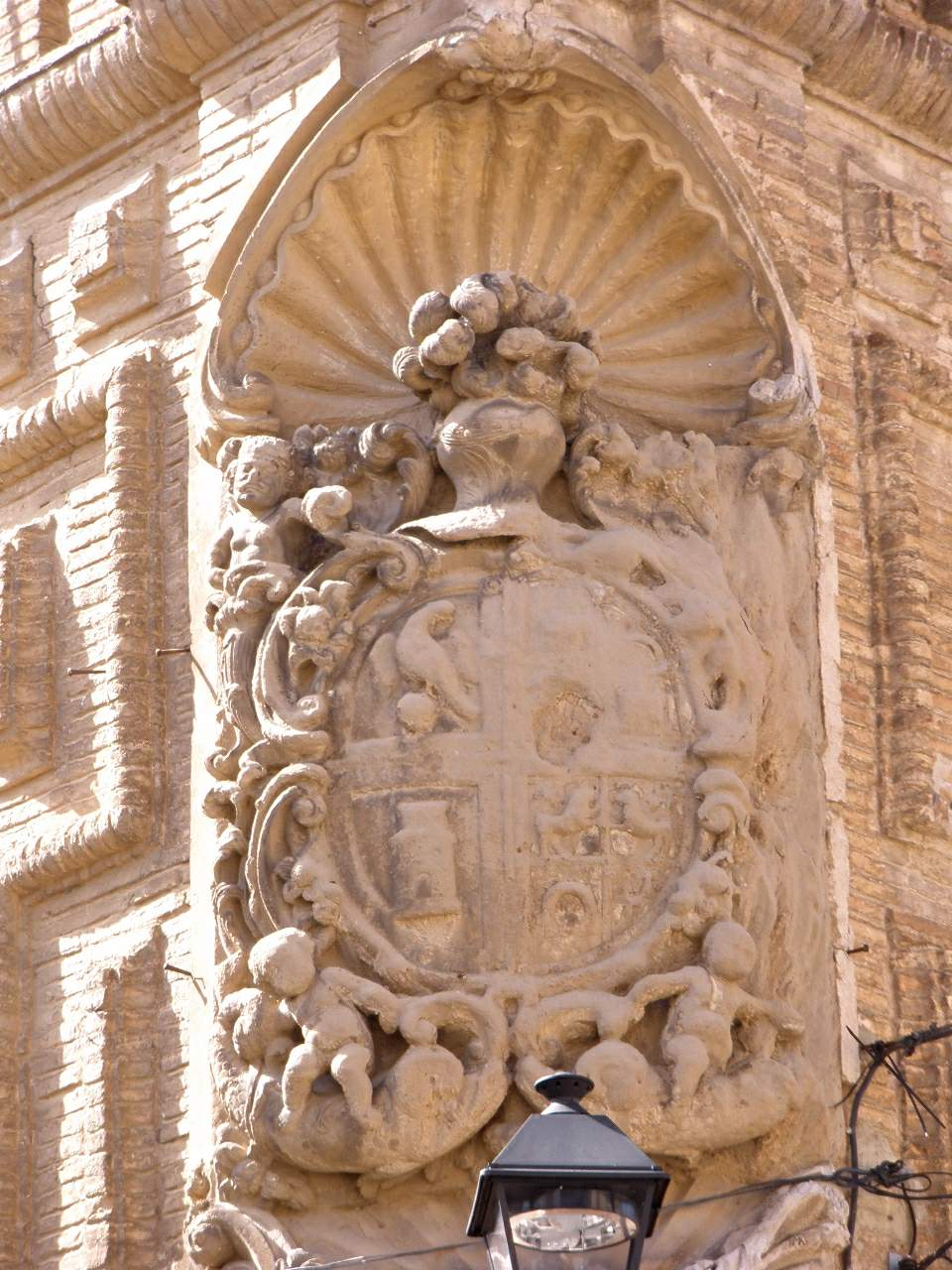
Casa de las Cadenas – Eckwappen
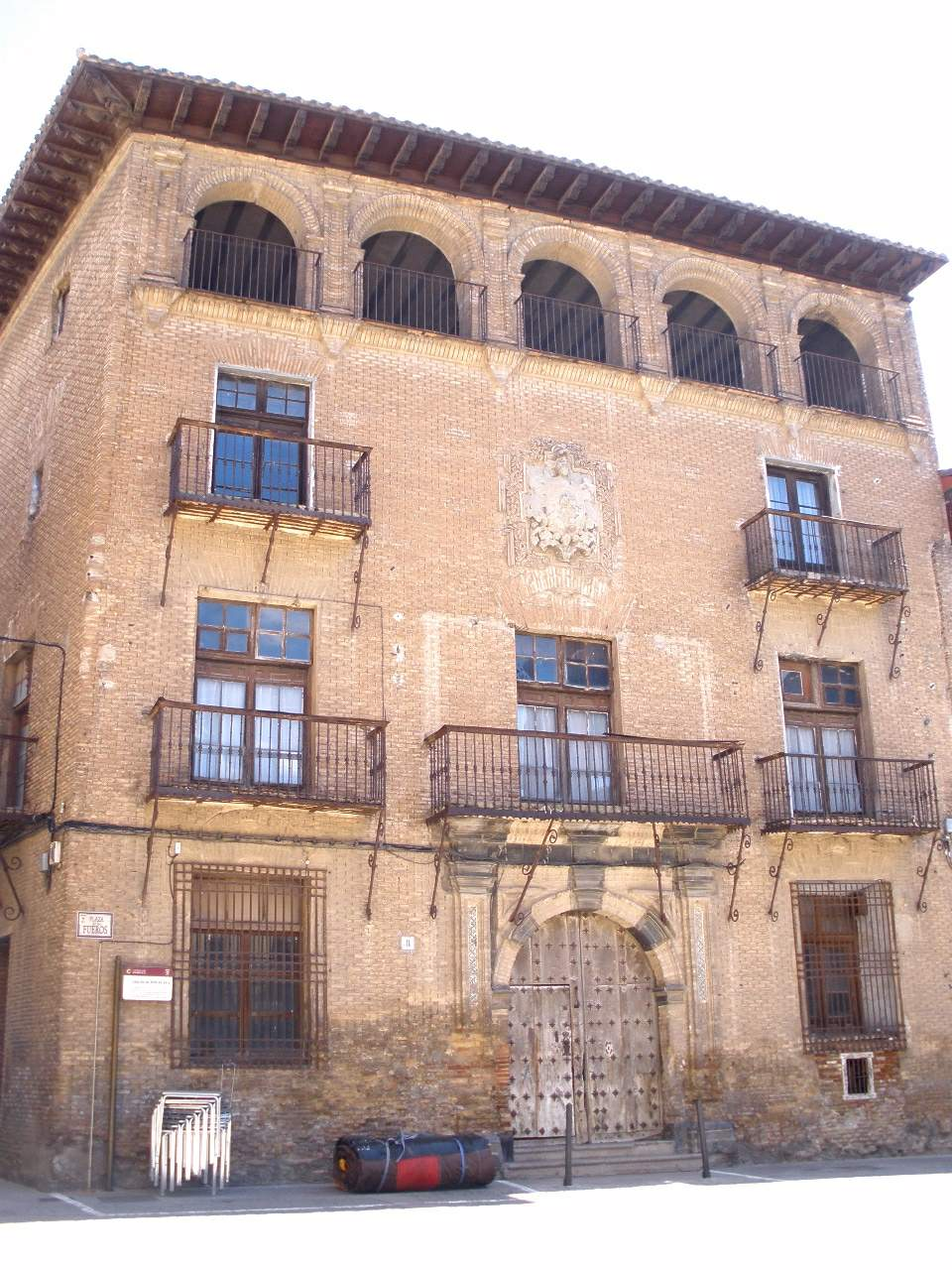
Casa de los Virto de Vera
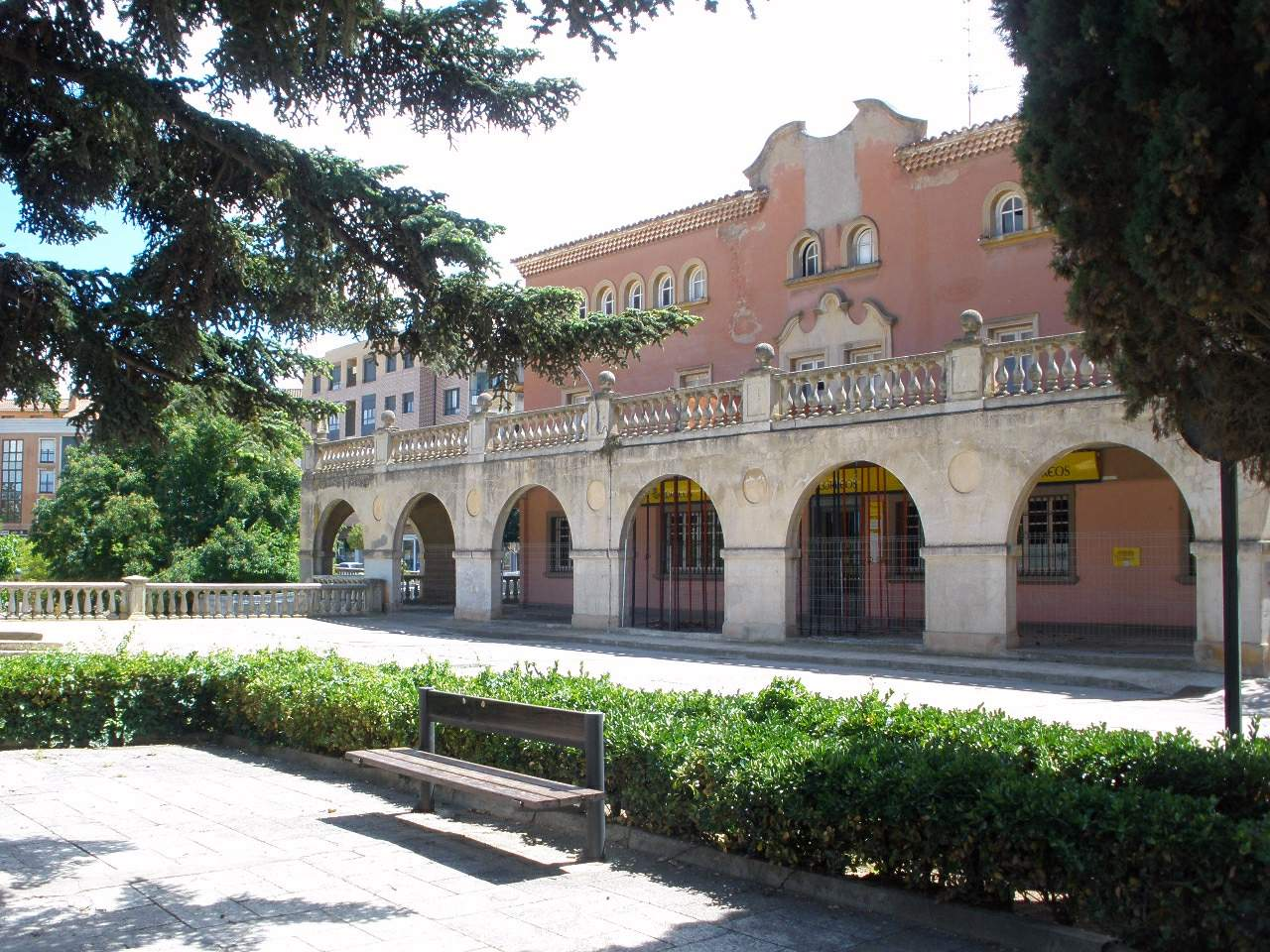
Bankgebäude

Sonstiges
- Aus spätrömischer Zeit stammt die etwa 3 km außerhalb des Ortes entdeckte kleine mehrapsidiale Anlage des Mausoleo de la Torrecilla, über deren eigentlichen Zweck (eventuell ein Bad) Unklarheit besteht.
- Von der ehemaligen Burg (castillo) des Ortes ist nur noch ein Mauerrest erhalten.[5]